# دیلی میرور
دیلی میرر (به انگلیسی: Daily Mirror) یک روزنامه بریتانیایی است که به سبک روزنامه‌نگاری تبلوید تهیه و منتشر می‌شود. این روزنامه در سال ۱۹۰۳ تأسیس شد و متعلق به شرکت مادر ریچ پلیس است. از سال ۱۹۸۵ تا ۱۹۸۷ و از سال ۱۹۹۷ تا ۲۰۰۲، عنوان روزنامه، میرور (The Mirror) بود. در دسامبر ۲۰۱۶ به‌طور متوسط تیراژ این روزانه ۷۱۶٬۹۲۳ بود که در سال بعد به ۵۸۷٬۸۰۳ کاهش یافت. روزنامهٔ خواهر آن، ساندی میرر است. برخلاف دیگر روزنامه‌های مهم بریتانیایی مانند د سان و دیلی میل، میرور نسخهٔ جداگانهٔ اسکاتلندی ندارد.
این روزنامه در ابتدا برای خوانندگان طبقهٔ متوسط مطرح شد اما از سال ۱۹۳۴ به یک روزنامهٔ طبقهٔ کارگر تبدیل شد تا مخاطبان بیشتری را جذب کند. میرور صاحبان زیادی داشته است. این نشریه توسط آلفرد هارمزورث تأسیس شد که در سال ۱۹۱۳ آن را به برادرش هارولد هارمزورث (از سال ۱۹۱۴ لرد روترمر) فروخت. در سال ۱۹۶۳ تجدید ساختار منافع رسانه‌ای خانواده هارمزورث منجر به تبدیل شدن میرور، به یک شرکت بین‌المللی انتشارات شد. در اواسط دههٔ ۱۹۶۰، فروش روزانه از ۵ میلیون نسخه فراتر رفت، شاهکاری که از آن زمان توسط میرور یا هیچ روزنامهٔ بریتانیایی روزانهٔ (غیر یکشنبه) دیگر تکرار نشد. میرور در فاصلهٔ سال‌های ۱۹۸۴ تا ۱۹۹۱ متعلق به رابرت مکسول بود. این روزنامه پس از مرگ او، پیش از ادغام با گروه روزنامه منطقه‌ای ترینیتی در سال ۱۹۹۹ و تشکیل ترینیتی میرور، یک دورهٔ طولانی بحران را پشت سر گذاشت.
دیلی میرور در سال ۲۰۰۲ در جوایز مطبوعات بریتانیا، برندهٔ عنوان «روزنامهٔ سال» شد.